# World Series 1989
Le World Series 1989 sono state la 86ª edizione della serie di finale della Major League Baseball al meglio delle sette partite tra i campioni della National League (NL) 1989, i San Francisco Giants, e quelli della American League (AL), gli Oakland Athletics. A vincere il loro nono titolo furono gli Athletics per quattro gare a zero.
La serie divenne nota come "Bay Bridge Series", "BART Series", "Battle of the Bay" e "Earthquake Series" dal momento che le due squadre partecipanti risiedevano nella Baia di San Francisco, erano collegate dal Bay Bridge e dal sistema Bay Area Rapid Transit (BART) e per il terremoto che avvenne prima di gara 3. Furono le prime World Series a vedere opposte due squadre della stessa area metropolitana dal 1956 e le terze di tale genere a non vedere coinvolta la città di New York.
Il 17 ottobre, pochi minuti prima dell'inizio di gara 3, un terremoto di magnitudo 6.9 colpì la Bay Area causando danni significativi sia ad Oakland che a San Francisco. Candlestick Park a San Francisco subì danni alle tribune superiori, con pezzi di cemento che si staccarono dalla struttura dello stadio, togliendo l'energia elettrica. La gara fu rimandata per precauzione visti i rischi per la sicurezza di tutte le persone coinvolte nello stadio oltre che per la mancanza di energia. La serie riprese il 27 ottobre e si concluse il giorno successivo. Il 28 ottobre all'epoca era il giorno in cui l'evento era terminato più in là. In seguito le World Series sforarono diverse volte nel mese di novembre.

## Sommario
Oakland ha vinto la serie, 4-0.
| Gara | Data       | Risultato                                        | Stadio             | Tempo | Pubblico |
| ---- | ---------- | ------------------------------------------------ | ------------------ | ----- | -------- |
| 1    | 14 ottobre | San Francisco Giants – 0, Oakland Athletics – 5  | O. County Coliseum | 2:45  | 49.385   |
| 2    | 15 ottobre | San Francisco Giants – 1, Oakland Athletics – 5  | O. County Coliseum | 2:47  | 49.388   |
| 3    | 27 ottobre | Oakland Athletics – 13, San Francisco Giants – 7 | Candlestick Park   | 3:03  | 62.038   |
| 4    | 28 ottobre | Oakland Athletics – 9, San Francisco Giants – 6  | Candlestick Park   | 3:07  | 62.032   |

## Hall of Famer coinvolti
- Athletics: Tony La Russa (manager), Dennis Eckersley, Rickey Henderson
- Giants: nessuno